# イオンモール今治新都市
イオンモール今治新都市（イオンモールいまばりしんとし）は、愛媛県今治市の今治新都市のショッピングセンターである。愛媛県内においては、2001年開業のイオンモール新居浜以来2つ目のイオンモールである。
分譲時の契約では2014年（平成26年）春まで開業することになっていたが、大幅に遅れて同年6月7日に着工した。
着工時点では2016年（平成28年）春に開業予定としていて、契約に違反する形となっていた。

## 概要[5]
西瀬戸自動車道（瀬戸内しまなみ海道、本州四国連絡橋尾道・今治ルート）今治インターチェンジ周辺の約170haを都市再生機構が造成して、同機構と今治市が半分ずつ土地を保有しながら分譲に当たる方式で、愛媛県も関与して開発が進められている「今治新都市」の第一地区の大型ショッピングセンターである。
2007年（平成19年）3月29日から4月5日まで都市再生機構と今治市が「契約から5年以内の施設建設と営業開始などを条件に募集していた競争入札」でイオンが同年4月17日に落札したのが始まりである。
この落札に基づいて同月に予約契約を結んで本格的な造成工事に入札、2009年（平成21年）にイオンリテールに約122,000m2の用地を約55億円で分譲した。
当初は2010年（平成22年）に開業する計画だったとされているが、景気低迷などを理由に大幅に遅れ、2014年（平成26年）春まで開業という分譲時の契約での開業期限 は守られなかった。
契約上の開業期限を過ぎた2014年（平成26年）6月7日にようやく着工し、2016年（平成28年）春に開業した。
こうした事業開始の大幅な遅延は、今治新都市の商業用地の分譲用地取得について問い合わせを行った企業の大半が当施設の出店の有無などを見極めようとして様子見を決め込む状況を生み出すことになった。
そのため、2013年（平成25年）度末で「都市再生機構」が今治新都市事業から撤退するまでに、用地を完売することが不可能な状況に陥ることになった。
着工時点では、四国初出店の衣料品店や輸入雑貨・食料品店、地元の農家と提携した生鮮食料品店などの物販店舗のほか、飲食街やシネマコンプレックス、フィットネスクラブなどの非物販店舗も入居させ、約150店から160店を出店させるとしている。
2016年3月1日のイオンリテールからの発表によると、四国初出店20店舗、愛媛初出店17店舗を含む約120店舗のテナントが入居するとした。

### コンセプト
モールコンセプトは「～ しまなみ 7つ目の島 ～（セブンスアイランド）」。しまなみを繋ぐ6つの島から最後に繋がる7つ目の島として、四国初・最大級のファッション、雑貨、グルメが集まるモールを目指す。
無尽島（むじんアイランド）
四国最大級のフードテーマパーク。今治伝統の無尽と無人島を掛けている。「しまなみダイニング」「FOOD FOREST」と名付けられたフードコートとレストランを融合させた空間で食事ができる。
しまなみ水先案内人
今治の観光スポット「しまなみ海道」「今治城」「鈍川渓谷・温泉」への旅を、観光インフォメーションセンターやサイクルショップでサポートする。レンタサイクルの貸し出しや自転車搬送サービスも行う。地元のスポーツ団体と協力してスポーツイベントも開催する。
7つの海・オールブルー
海事都市・今治に相応しい世界を見据えたインターナショナルな専門店が集結。海外発のファッションやアイテム、カフェが勢揃いする。
スポーツサポート
スポーツやアウトドアなどに対応したグッズを取り揃えるほか、コンディショニングコーナーや各種スポーツ教室も入居する。さらにクルマ専門店によるお出かけのサポートや、無料カフェ&書籍雑貨によってゆっくり時間を過ごせる地域コミュニティスペースを用意する。
キッズアイランド
「村上水軍」をテーマにデザインされたエリアの中で、子供の成長に合わせた専門店が集結。また、ゲームセンターなどのアミューズメント施設も入居した。

### 近隣店舗との関係
当施設は西瀬戸自動車道今治インターチェンジ（以下「今治IC」）の近隣に位置するが、今治ICの付近には開業時点でイオン今治阿方ショッピングセンターとイオン今治店（旧・今治サティ）が営業しており、後にフジもイオングループに参入した為、フジ今治店および当施設を含めてイオングループの商業施設が今治IC付近に4店舗集中する形となった。
フジ今治店は当施設開業時点では中規模のGMS型店舗であったが、2023年（令和5年）1月31日をもって一時閉店し、建て替えの上で同年11月25日に食品スーパー型店舗となる2代目店舗として再オープンした。
イオン今治店については従来の大型GMS店舗から中四国初となる都市型ショッピングセンター「そよら」に転換され、2024年（令和6年）11月15日に「そよら今治馬越」としてリニューアルオープンした。核店舗の「イオンスタイル今治馬越」は食品・化粧品・子供用品を主体とした中規模GMSとなった。
これにより、イオンモール今治新都市は広域圏を対象とするのに対し、他の3店舗は近隣型店舗として棲み分けを図る形となっている。また、ダイソーは今治IC付近の4店舗すべてに出店している。

## 主な出店テナント[5]
2024年12月13日現在
開業時点ではイオンリテール株式会社が運営するイオンスタイル今治新都市を核店舗として約120店舗が入居していた。
出店テナント全店の一覧・詳細情報は公式サイト「ショップガイド」を、営業時間およびATMを設置する金融機関の詳細は公式サイト「営業時間・サービス案内」を参照。
- イオンスタイル
- H&M
- GU
- スポーツオーソリティ
- イオンシネマ - 詳細は後述
- 楽市楽座
- キッズリパブリック - 四国初となる独立店舗であり、イオンスタイルから離れたモールゾーンに位置する[5]

### イオンシネマ今治新都市
イオンエンターテイメントが運営するシネマコンプレックス。当施設開業から約2ヶ月後の2016年（平成28年）6月25日に開業した。7スクリーン、1024席（車椅子席含む）を擁する。イオンシネマとしては愛媛県初出店であり、これまで四国では香川県にしか出店していなかった。

#### 設備
| No. | 座席数 | 座席数 | Size | Size | スペック |
| No. | 通常   | 車椅子 | 縦   | 横   | スペック |
| --- | ------ | ------ | ---- | ---- | --- |
| 1   | 375    | 2      | 8.4  | 19.4 | - プロジェクター（CP-4230） - ステージスピーカー（QSC SC-423C Bi） - サラウンドスピーカー（QSC SR-1030） - サブウーファー（QSC SB-7218） - パワーアンプ - QSC DPA4.2 - QSC DPA4.3 - QSC DPA4.5 - プロセッサー（QSC DCP300） |
| 2   | 265    | 2      | 7.4  | 13.5 | - プロジェクター（CP-4230） - ステージスピーカー（QSC SC-423C Bi） - サラウンドスピーカー（QSC SR-1020） - サブウーファー（QSC SB-5218） - パワーアンプ - QSC DPA4.2 - QSC DPA4.3 - QSC DPA4.5 - プロセッサー（QSC DCP300） |
| 3   | 74     | 2      | 4.2  | 7.4  | - プロジェクター（CP-2215） - ステージスピーカー（QSC SC-322XC） - サラウンドスピーカー（QSC SR-8200） - サブウーファー（QSC SB-7218） - パワーアンプ - QSC DPA4.2 - QSC DPA4.3 - プロセッサー（QSC DCP300）                |
| 4   | 74     | 2      | 4.2  | 7.4  | - プロジェクター（CP-2215） - ステージスピーカー（QSC SC-322XC） - サラウンドスピーカー（QSC SR-8200） - サブウーファー（QSC SB-7218） - パワーアンプ - QSC DPA4.2 - QSC DPA4.3 - プロセッサー（QSC DCP300）                |
| 5   | 74     | 2      | 4.2  | 7.4  | - プロジェクター（CP-2215） - ステージスピーカー（QSC SC-322XC） - サラウンドスピーカー（QSC SR-8200） - サブウーファー（QSC SB-7218） - パワーアンプ - QSC DPA4.2 - QSC DPA4.3 - プロセッサー（QSC DCP300）                |
| 6   | 74     | 2      | 4.2  | 7.4  | - プロジェクター（CP-2215） - ステージスピーカー（QSC SC-322XC） - サラウンドスピーカー（QSC SR-8200） - サブウーファー（QSC SB-7218） - パワーアンプ - QSC DPA4.2 - QSC DPA4.3 - プロセッサー（QSC DCP300）                |
| 7   | 74     | 2      | 4.2  | 7.4  | - プロジェクター（CP-2215） - ステージスピーカー（QSC SC-322XC） - サラウンドスピーカー（QSC SR-8200） - サブウーファー（QSC SB-7218） - パワーアンプ - QSC DPA4.2 - QSC DPA4.3 - プロセッサー（QSC DCP300）                |

- 4Kプロジェクター採用（1番）
- デジタル7.1ch対応（全スクリーン）
- 3D／ハイフレームレート対応（1番、3番）

## 沿革
- 2007年（平成19年）
  - 3月29日から4月5日 - 都市再生機構と今治市が「契約から5年以内の施設建設と営業開始」などを条件に競争入札を実施[6]。
  - 4月17日 - イオンが落札[6]。
- 2009年（平成21年） - 今治市がイオンリテールに約122,000m2の用地を約55億円で分譲[4]。
- 2010年（平成22年） - 当初の開業予定[2]。
- 2013年（平成25年）度末 - 「都市再生機構」が今治新都市事業から撤退[4]。
- 2014年（平成26年）6月7日 - 着工[2][3]。
- 2015年（平成27年） - 開業予定であったが再び延期。
- 2016年（平成28年）
  - 4月23日 - 開業[2][3]。
  - 6月25日 - イオンシネマ今治新都市開館[15]。

## アクセス

### 道路
西瀬戸自動車道今治インターチェンジより約1.4キロ。

### 公共交通機関
瀬戸内運輸（せとうちバス）が今治桟橋･今治駅からシャトルバスを運行している他、路線バス（馬越・イオンモール今治新都市線）がイオンモール駐車場内のバス停に乗り入れている。所要時間は今治駅前バス停から約15分である。
- （シャトルバス）今治桟橋 - 今治駅前（3番乗り場） - イオンモール今治新都市
  - 一部、岡山理科大学今治キャンパス経由。
- （路線バス）今治桟橋 - 今治駅前（3番乗り場） - 馬越 - 小泉 - 別名 - イオンモール今治新都市

## 近隣施設
- ありがとうサービス. 夢スタジアム
- 今治里山スタジアム
- 今治市消防本部 西消防署
- 竹庭 清正乃湯
- 日本食研 シェーンブルン宮殿工場